# Chevrolet Aveo II
La Chevrolet Sonic est un modèle de la gamme nord-américaine de Chevrolet, qui remplace la Chevrolet Aveo depuis septembre 2011 en Amérique du Nord. Ses concurrentes sont les Ford Fiesta, Honda Fit (la Jazz connue en Europe), Mazda 2, Hyundai Accent, Kia Rio, Nissan Versa et Toyota Yaris.

## Moteur
La Chevrolet Sonic dispose de deux moteurs 4 cylindres : un 1.8 litre qui développe 135 chevaux et un 1.4 litre turbocompressé de 138 chevaux.

## Transmission
La Chevrolet Sonic est offerte avec une transmission manuelle à 5 vitesses ou automatique à 6 vitesses.

## Direction
La Chevrolet Sonic a une direction assistée électrique.

## Informations supplémentaires
Voici quelques informations sur la Chevrolet Sonic :
- empattement de 2525 millimètres ;
- longueur de 4397 millimètres ;
- largeur de 1735 millimètres ;
- hauteur de 1517 millimètres.

## Usine d'assemblage
La Chevrolet Sonic est fabriquée à Orion, au Michigan, aux États-Unis.

## Galerie photo
Voici quelques photos de la Chevrolet Sonic: